# 빈 대관람차

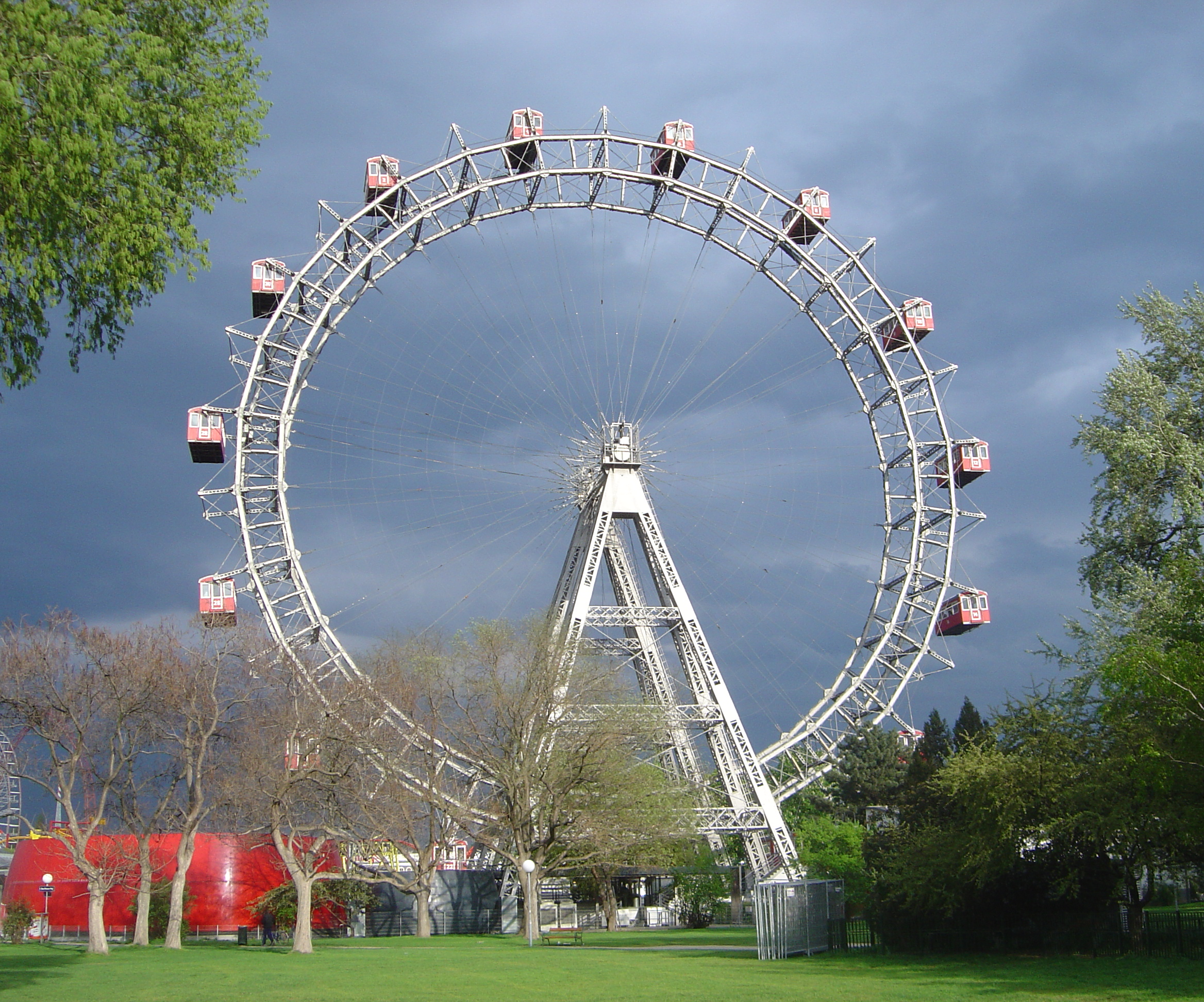
대관람차

빈 대관람차(독일어: Wiener Riesenrad 비너 라이센라드[*])는 오스트리아 빈 레오폴드슈타트 프라터 공원에 있는 대관람차이다. 영화 《제3의 사나이》에도 등장한 것으로 잘 알려져 있다.

## 개요
영국의 참전 용사 월터 B. 바셋 (Walter Basset Basset, 1864 - 1907)에 의해 1897년에 건설되었다. 바셋은 유럽에 4개의 관람차를 건설했지만, 이 관람차는 그 중 현존하는 유일한 것이다.
바셋은 이듬해 프랑스 파리에 당시 세계 최대의 관람차 그랜드 루 드 파리를 건설하지만, 그랜드 루 드 파리가 철거되고 나서 이 프라터 공원의 대관람차가 현역 세계 최대가 되었다.